# صناعات دبليو إم إس
صناعات دبليو إم إس (بالإنجليزية: WMS Industries، Inc)‏ هي شركة أمريكية مصنعة للألعاب الإلكترونية ووسائل التسلية في إنتربرايز، نيفادا.
ترجع جذورها إلى عام 1943، إلى شركة ويليامز التي أسسها Harry E. Williams.
تأسست شركة ويليامز التي أصبحت صناعات WMS رسميًا في عام 1974 باسم الكترونيات ويليامز.
كانت شركة وليامز في البداية مصنع لآلات البينبول وفي عام 1964، تم الاستحواذ على ويليامز من قبل Seeburg Corp وأعيد تنظيمها كقسم لتصنيع الإلكترونيات.
في عام 1973، اتجهت الشركة لسوق ألعاب الفيديو التي تعمل بالقطع النقدية كلعبة Pong clone Paddle Ball، مما أدى في النهاية إلى إنشاء عدد من ألعاب الفيديو الكلاسيكية، بما في ذلك Defender و Robotron: 2084.
في عام 1974، أصبحت ألكترونيات ويليامز شركة فرعية مملوكة بالكامل لشركة Seeburg.
تم بيعها كشركة مستقلة خلال إفلاس Seeburg في عام 1980 وفي عام 1987، غيرت الكترونيات ويليامز اسمها الأصلي إلى صناعات دبليو أم أس (بالإنجليزية: WMS Industries، Inc)‏.
WMS
هو اختصار لـ Williams، والذي اختير أيضًا كرمز لمؤشر NYSE الخاص بالشركة.
في عام 1988، استحوذت على منافستها شركة ميدواي للألعاب التي انطلقت في عام 1998.
إلى جانب نشاطها التجاري في ألعاب الفيديو، دخلت WMS سوق  آلات القمار في عام 1994، وأغلقت قسم تصنيع البينبول في عام 1999.
وفي عام 2013، أصبحت WMS شركة فرعية مملوكة بالكامل لشركة الألعاب العلمية. في عام 2016، أعيد تنظيم WMS ودمجها بالكامل في شركة الألعاب العلمية.
WMS
اليوم هي علامة تجارية للألعاب العلمية، إلى جانب SG و Bally و Shuffle Master.

## روابط خارجية
- صناعات دبليو إم إس على موقع ميوزك برينز (الإنجليزية)